# Сент-П'янс
Сент-П'янс (фр. Sainte-Pience) — колишній муніципалітет у Франції, у регіоні Нормандія, департамент Манш. Населення — 305 осіб (2011).
Муніципалітет був розташований на відстані близько 270 км на захід від Парижа, 85 км на південний захід від Кана, 45 км на південь від Сен-Ло.

## Історія
До 2015 року муніципалітет перебував у складі регіону Нижня Нормандія. Від 1 січня 2016 року належав до нового об'єднаного регіону Нормандія.
1 січня 2016 року Сент-П'янс, Браффе i Плом було об'єднано в новий муніципалітет Ле-Парк.

## Демографія
Динаміка населення (INSEE ):
Розподіл населення за віком та статтю (2006):
| Стать | Всього | До 15 років | 15-24 | 25-44 | 45-64 | 65-85 | Понад 85 |
| --- | ------ | ----------- | ----- | ----- | ----- | ----- | -------- |
| Чоловіки | 123    | 24          | 12    | 24    | 28    | 35    | 0        |
| Жінки | 111    | 12          | 12    | 20    | 24    | 39    | 4        |
| \| Статево-вікова піраміда \| Статево-вікова піраміда \| Статево-вікова піраміда \| \| ----------------------- \| ----------------------- \| ----------------------- \| \| Чоловіки \| Вік \| Жінки \| \| 0 \| 85 + \| 4 \| \| 4 \| 80-84 \| 4 \| \| 4 \| 75-79 \| 12 \| \| 12 \| 70-74 \| 19 \| \| 15 \| 65-69 \| 4 \| \| 8 \| 60-64 \| 4 \| \| 12 \| 55-59 \| 8 \| \| 0 \| 50-54 \| 8 \| \| 8 \| 45-49 \| 4 \| \| 8 \| 40-44 \| 0 \| \| 4 \| 35-39 \| 8 \| \| 8 \| 30-34 \| 12 \| \| 4 \| 25-29 \| 0 \| \| 12 \| 20-24 \| 8 \| \| 0 \| 15-20 \| 4 \| \| 4 \| 10-14 \| 4 \| \| 12 \| 5-9 \| 4 \| \| 8 \| 0-4 \| 4 \| |        |             |       |       |       |       |          |
| Статево-вікова піраміда |        |             |       |       |       |       |          |
| Чоловіки | Вік    | Жінки       |       |       |       |       |          |
| 0 | 85 +   | 4           |       |       |       |       |          |
| 4 | 80-84  | 4           |       |       |       |       |          |
| 4 | 75-79  | 12          |       |       |       |       |          |
| 12 | 70-74  | 19          |       |       |       |       |          |
| 15 | 65-69  | 4           |       |       |       |       |          |
| 8 | 60-64  | 4           |       |       |       |       |          |
| 12 | 55-59  | 8           |       |       |       |       |          |
| 0 | 50-54  | 8           |       |       |       |       |          |
| 8 | 45-49  | 4           |       |       |       |       |          |
| 8 | 40-44  | 0           |       |       |       |       |          |
| 4 | 35-39  | 8           |       |       |       |       |          |
| 8 | 30-34  | 12          |       |       |       |       |          |
| 4 | 25-29  | 0           |       |       |       |       |          |
| 12 | 20-24  | 8           |       |       |       |       |          |
| 0 | 15-20  | 4           |       |       |       |       |          |
| 4 | 10-14  | 4           |       |       |       |       |          |
| 12 | 5-9    | 4           |       |       |       |       |          |
| 8 | 0-4    | 4           |       |       |       |       |          |

## Економіка
2010 року серед 174 осіб працездатного віку (15—64 років) 136 були активними, 38 — неактивними (показник активності 78,2%, у 1999 році було 72,4%). З 136 активних мешканців працювали 122 особи (66 чоловіків та 56 жінок), безробітними було 14 (4 чоловіки та 10 жінок). Серед 38 неактивних 12 осіб було учнями чи студентами, 20 — пенсіонерами, 6 були неактивними з інших причин.

У 2010 році в муніципалітеті числилось 133 оподатковані домогосподарства, у яких проживали 312,5 особи, медіана доходів виносила 16 012 євро на одного особоспоживача